# جوست وينينك
جوست وينينك (بالهولندية: Joost Winnink)‏ مواليد 30 يونيو 1971 في هولندا، هو لاعب كرة مضرب هولندي سابق وكان يلعب باليد اليمنى. أعلى تصنيف له في الفردي كان المركز الـ 152 في سنة 1995. أعلى تصنيف له في الزوجي كان المركز الـ 101 في سنة 1995.

## النهائيات

### الزوجي: 1 (0–1)
| الحصيلة | الرقم | السنة | الدورة                  | الأرضية | الشريك     | المنافس في النهائي      | النتيجة في النهائي |
| ------- | ----- | ----- | ----------------------- | ------- | ---------- | ----------------------- | ------------------ |
| الوصافة | 1.    | 1995  | جوهانسبرغ, جنوب أفريقيا | صلبة    | مارتن زينر | رودولف جيلبرت غييوم راو | 4–6, 6–3, 3–6      |

## روابط خارجية
- جوست وينينك على موقع رابطة محترفي التنس (الإنجليزية)
- جوست وينينك على موقع الاتحاد الدولي لكرة المضرب (الإنجليزية)
- جوست وينينك على موقع خلاصة التنس.كوم (الإنجليزية)